# Antônio Gonçalves
Antônio Gonçalves es un municipio brasileño del estado de Bahía. Su población estimada en 2010 era de 11.019 habitantes.